# Mémoires de l'Académie Impériale des Sciences de Saint Pétersbourg, Septième Série
Mémoires de l'Académie Impériale des Sciences de Saint Pétersbourg, Septième Série (abreviado Mém. Acad. Imp. Sci. St.-Pétersbourg, Sér. 7) fue una revista ilustrada con descripciones botánicas que fue editada en San Petersburgo. Fueron publicados 42 números en los años 1859-1897. Fue precedida por Mémoires de l'Academie Imperiale des Sciences de St.-Petersbourg. Sixieme Serie. Sciences Mathematiques, Physiques et Naturelles y reemplazado por Zapiski Imperatorskoj Akademii Nauk po Fiziko-matematiceskomu Otdeleniju. Mémoires de l'Academie Imperiale des Sciences de Saint Petersbourg, Classe Physico-mathematique.